# Helicogonium hyaloscypharum
Helicogonium hyaloscypharum är en svampart som beskrevs av Baral 1999. Helicogonium hyaloscypharum ingår i släktet Helicogonium och familjen Endomycetaceae.   Inga underarter finns listade i Catalogue of Life.